# Athetis insignifica
Athetis insignifica är en fjärilsart som beskrevs av Bethune-Baker. Athetis insignifica ingår i släktet Athetis och familjen nattflyn. Inga underarter finns listade i Catalogue of Life.